# Der Spiegel im Spiegel
Der Spiegel im Spiegel: Ein Labyrinth ist eine surrealistische Geschichtensammlung von Michael Ende aus dem Jahr 1983. Alle Geschichten in Der Spiegel im Spiegel haben eigene Hauptfiguren, beziehen sich jedoch durch ‚literarische Leitmotive‘ aufeinander und sind inhaltlich miteinander verknüpft. Keine der Erzählungen trägt einen eigenen Titel. Auf eine numerische Ordnung wurde verzichtet.

Ende schrieb die 30 Kurzgeschichten – laut Widmung am Eingang des Buches – für seinen Vater Edgar Ende, dessen künstlerisches Lebenswerk, aus dem 18 Zeichnungen dem Buch beigefügt sind, seine Erzählungen inspirierte. Den Einfluss des Vaters auf dieses und sein gesamtes Werk beschrieb der Autor rückblickend mit eigenen Worten:

„Ich habe geradezu Gedichte nach Bildern meines Vaters gemacht. (…) Da habe ich versucht, dasselbe in Worten zu machen, was er auf dem Bild gemacht hat. (…) Damals entstand eine ganze Reihe von Gedichten, in denen ich versucht habe, Themen, die mein Vater auf seinen Zeichnungen oder in seinen Bildern hatte, in Worten zu musizieren. Nicht, indem ich das Bild beschrieb, sondern indem ich einfach versuchte, das, was er auf dem Bild gemalt hatte, eben auf eine andere Weise zu machen. Also wir haben uns da gegenseitig sehr angeregt, ja er hat es sehr anregend gefunden. (…) Ich werde mir immer mehr bewußt, im Laufe meines Lebens, wieviel ich meinem Vater zu verdanken habe. In meiner ganzen Grundauffassung von Kunst überhaupt. Und auch die ganze Welt, in die er mich halt eingeführt hat.“

## Themen und Motive
Motto der Geschichtensammlung ist die Losung: „Was spiegelt sich in einem Spiegel, der sich in einem Spiegel spiegelt?“ Auf diese Frage gibt Ende im gesamten Buch keine deutlich erkennbare Antwort. Das liegt vor allem daran, dass der Leser sich mit kausalen Zusammenhängen und argumentativer Logik in diesem Werk verlieren kann – dies ist eine mögliche Bedeutung des Untertitels Ein Labyrinth.
Eine andere Deutung des Untertitels ergibt sich aus der Frage:
„Was sieht eine Person, die sich in einem Labyrinth befindet?“
Sie sieht Wege, die in andere Wege münden oder davon abzweigen.
So lässt sich im übertragenen Sinne auch das Leben als Labyrinth verstehen: Die Situation, in der sich der Leser befindet, ergibt sich aus den Wegen (den Entscheidungen), die er/sie gegangen ist (wofür oder wogegen er/sie sich entschieden hat).
Die für den „abendländischen“ Leser bekanntesten Anleihen werden unter anderem aus der griechischen Mythologie genommen: Den Rahmen bildet eine Variante des antiken Minotaurus-Stoffes: In einem Labyrinth. Hier befindet sich Hor, der von Zimmer zu Zimmer in diesem Irrgarten umherschweift. Zum Schluss der Geschichtensammlung wird das Thema Hor und Minotaurus in der letzten Geschichte durch einen Matador und die Worte „Armer Hor, armer, armer Hor.“ wieder aufgenommen. Die zweite Geschichte leiht sich das Ikarus-Motiv, der „Absturz“ erfolgt aber auf völlig andere Weise.
Auch Motive aus der christlichen Mythologie kann man erkennen, so das Motiv des Engels, des gekreuzigten Bruders aus dem Jenseits ("Langsam wie ein Planet") oder der Versuch, das im Grunde nur vielleicht vorhandene Jenseits mit einer Brücke zu erreichen ("Die Brücke, an der wir schon seit vielen Jahrhunderten bauen").
Der düstere Charakter von Albträumen und das Thema der Sinnlosigkeit stehen wunderbaren Ereignissen, rätselhaften Bildern und märchenhaften Zaubern gegenüber. Besonders markant sind die ewig gleichen Gesten, Tätigkeiten oder Gedanken, denen die Personen unterworfen sind, ob es sich um das sinnlose Patrouillieren zweier Soldaten handelt, um das Zusammenraffen in Fülle vorhandenen Geldes, den Gang durch die Wüste in der Mitte des Zimmers oder das Lernen auf eine nicht mehr stattfindende Prüfung. In dieser Atmosphäre erscheinen Figuren, die um die Sinnlosigkeit eines Streites, einer Sitzung oder einer wundersamen Geldvermehrung wissen, doch den oft genug furchtbaren Lauf der Dinge nicht aufhalten oder ändern können und von ihm mitgerissen werden oder selber zum Opfer des unabänderlichen Laufs der Dinge werden.
Ein weiteres wichtiges Element ist die Darstellung von oftmals sinnlos erscheinender brutaler körperlicher Gewalt, die das Buch deutlich von Endes Kinderbüchern abhebt.
Die vergebliche Sehnsucht nach Freiheit ist es, welche die Protagonisten zumindest der ersten beiden Geschichten auszeichnet. Am klarsten dargestellt wird dieses Motiv durch den ewig in seinem Labyrinth gefangenen Hor, der sein monotones Leben als einziger aus eigener Sichtweise schildert.
Die Rolle der Liebe ist in mehreren Erzählungen Grundthema, so in der Geschichte "Es ist ein Zimmer und zugleich eine Wüste".
Nur Kindern wird Unschuld und eine Grundeinstellung zum Guten zugestanden.
Motivische Verknüpfungen ergeben sich vor allem durch die Rollen der Figuren zueinander.
Insgesamt bietet Der Spiegel im Spiegel ein surrealistisches, poetisch-düsteres Traumbild. Durch alle Abschnitte zieht sich der Gedanke der Sehnsucht nach Auswegen aus den bisherigen Verhältnissen, dem Labyrinth, das sich für jede Figur anders gestaltet.

## Die Geschichten im Einzelnen

### Verzeiht mir, ich kann nicht lauter sprechen
In einem Labyrinth aus Zimmern eingeschlossen lebt Hor. Er ernährt sich von der essbaren Substanz der Wände und streift ohne Ziel durch die Räumlichkeiten, die sich immer nur wieder zu neuen Räumlichkeiten öffnen. Hor – der sich selbst so genannt hat, weil ihn sonst niemand bei seinem Namen ruft – behauptet von sich selbst, keine eigenen Erinnerungen zu besitzen, dennoch erinnert er sich an Dinge und Orte und ist unfähig, sich gegen diese anfallartig auftretenden Erinnerungen zu wehren. Er überlegt, wer hinter dem Namen Hor steckt, ob er einer oder viele ist, ob vielleicht ihn sogar jemand suchen und ihm begegnen wird, und gibt sich Spekulationen hin, was dann passieren würde.
Bezug zu anderen Geschichten und mögliche Assoziationen: Das Labyrinth erinnert an das Labyrinth des Minotaurus. Es erinnert aber auch an den Tausend-Türen-Tempel aus der Unendlichen Geschichte, der ebenso kein Äußeres hat, solange man sich ohne Ziel in ihm befindet. Das Flüstern erinnert an die Stille zwischen Wachen und einschlafen, die im Text ebenso erwähnt wird.

### Der Sohn hatte sich unter der kundigen Anleitung
Es ist die Geschichte des Jünglings, der sich „unter der kundigen Anleitung seines Vaters ein Paar Schwingen erträumt“ hatte, die vergebliche Sehnsucht nach Freiheit. Der Jüngling unternimmt einen aussichtslosen Aufbruchsversuch aus der ummauerten Labyrinthstadt. Er muss eine Aufgabe lösen, die er erraten muss. Er tippt auf eine falsche Lösung und versagt. Die Konsequenzen daraus werden von Ende in grauenhaften Bildern ausgemalt.
Bezug zu anderen Geschichten und mögliche Assoziationen: Die Geschichte des Entfliehens aus dem Labyrinth erinnert an Ikarus. Beide haben Flügel, beide versagen, bei beiden wird der Vater durch das Versagen des Sohnes bestraft. Auch im Leben wird jeder Mensch vor Aufgaben gestellt, deren Lösung nicht immer klar zu erkennen ist.

### Die Mansardenkammer ist Himmelblau
Ein Student, der andauernd für das bald anstehende Examen lernt, haust in einer schäbigen Bleibe, deren Besitz er sich nicht mehr lange leisten kann. Er wartet seit geraumer Zeit darauf, dass die Erben des früheren, mittlerweile verstorbenen Besitzers der Kammer sich auf einen neuen Mietpreis einigen können. Von Sorgen und Unsicherheit unkonzentriert und abgelenkt, verlässt er seine Wohnung und begegnet einem arbeitenden Hausmeister, mit dem er sich unterhält. Mit ihm gemeinsam gelangt er zu dem Tisch, an dem oben genannte Erben sitzen und diskutieren, bei genauerer Betrachtung merkt der Student jedoch, dass auf dem Tisch und den Häuptern der bewegungslosen Männer bereits Staub liegt, was ihn zutiefst erschüttert und verwirrt. In der Absicht, dem Hausmeister bei seiner Arbeit zu helfen, jedoch in Gedanken bei dem Prüfungsstoff, schläft der Student mit dem Kopf auf der Tischplatte ein.

### Die Bahnhofskathedrale stand auf einer großen Scholle
Auf einer frei im Raum schwebenden Inselscholle wurde ein riesenhaftes Bauwerk erschaffen, in welchem die Leute sich dem Dienst am Kapitalismus verschrieben haben und ihn mit religiösen Ritualen anbeten. Gestrandete Reisende versucht man zu missionieren. Eine Frau will dem oberflächlichen Treiben der Menschen mit einem Zug entkommen, ehe die Zeit abgelaufen ist. Auf der anderen Seite steht ein Feuerwehrmann, der die selbstzerstörerischen Tendenzen der Gesellschaft erkannt hat, und gegen diese ankämpft. Dafür wird er von den Anwesenden verachtet und verfolgt.

### Schweres Schwarzes Tuch
Der Tänzer wartet vor dem geschlossenen Vorhang auf seinen Auftritt. Er rührt sich nicht von der Stelle, es könnte schließlich jeden Moment anfangen. Doch vor lauter Warten vergisst er irgendwann worauf er eigentlich wartet und selbst als ihm klar wird, dass es sinnlos ist weiter zu warten, bleibt er. Es könnte ja jeden Moment losgehen.

### Die Dame schob den schwarzen Vorhang ihres Kutschenfensters beiseite
Die Suche nach Sinn zeigt sich am deutlichsten in der Geschichte von dem Volk, das auf der Suche nach einem verlorengegangenen Wort ruhelos durch die Welt streift. Ohne das fehlende Wort, erklären sie einer fragenden Frau, ginge der Sinn des Schauspiels, das die Welt zusammenhielt, verloren. Er war nicht mehr vollständig. Seit dieser Erkenntnis begann die Suche nach dem verlorengegangenen Wort. In diesen Kontext gehört auch die beständig aufscheinende Frage nach Gott: Ob er antwortet, wenn man Pfeile in den Himmel verschießt, ob Raben verkleidete Engel sind oder nicht, und ob Gott oder der Teufel die Oberhand über die Welt behalten werden.
Möglicherweise setzte aber Michael Ende auch eine Anknüpfung an das verlorene Wort, von dem in Freimaurerkreisen die Rede ist.

### Der Zeuge gibt an, er habe sich auf einer nächtlichen Wiese befunden
Die Geschichte enthält einen Zeugenbericht, welcher apokalyptische Züge trägt: in verstörenden und rätselhaften Bildern wird eine Szene geschildert, in welcher auf den Befehl einer Stimme hin massenhaft Fackelträger ohne Gegenwehr niedergemetzelt werden. Später ist eine mysteriöse Gestalt zu sehen, welche an einem hoch über dem Schlachtfeld aufgehängten Seil gleichsam „gekreuzigt“ ist.

### Der marmorbleiche Engel saß unter den Zuhörern im Gerichtssaal
Deutlich aus Endes Werk herauszuhören ist die Kritik an einer unmenschlichen Gesellschaft. Drastisch wird dies in der Geschichte um die Verhandlung um das Leben eines ungeborenen Kindes deutlich, in der zwei Anwälte erbittert darum streiten, ob es einem menschlichen Wesen aufgrund seines eventuellen späteren Verhaltens erlaubt sein soll zu leben oder nicht. Der in derselben Verhandlung anwesende Schutzengel ist der einzige, welcher der Argumentation massiv entgegenwirkt. Sein imposantes Eingreifen zeigt jedoch keinen Erfolg. Der Richter selbst ist es schließlich, der die Menschwerdung des Ungeborenen verhindert.

### Moordunkel ist das Gesicht der Mutter
Diese Erzählung schildert kurz und drastisch den Ablauf eines Familienlebens in monotonen Zyklen, das ohne Anzeichen gegenseitiger Sympathie zwischen den Partnern beschrieben wird. Die Uhr schlägt die Stunden, der Mann geht in den Stall und schlachtet eine Kuh, die Mutter sitzt auf dem Küchentisch und gebiert ein Kind, das zu den anderen Kindern gesteckt wird, der Mann geht in den Stall und betrinkt sich. Auf diese Art geht das Leben weiter, bis der Mann irrtümlicherweise dem Leben seiner Frau ein Ende setzt. Die älteste Tochter nimmt ihren Platz ein, im Flur erscheint ein fremder Mann, der Zyklus läuft weiter.

### Langsam wie ein Planet sich dreht, dreht sich der große runde Tisch
Der Hauptdarsteller erkennt einen Riss im Universum, hinter dem ein großer Bruder (im positiven Sinne) ihm die Hand reichen will.
Er fordert ihn auf, ihm zu vertrauen und zu ihm zu kommen, bevor es zu spät ist.
Der Hauptdarsteller allerdings ist misstrauisch und beschwört diesen Bruder, fortzugehen und ihn in Ruhe zu lassen.
Er hat Angst vor dem Ungewissen und möchte in seiner heilen Welt bleiben.
Der große Bruder erscheint immer wieder hinter dem Riss, und Ende beschreibt Wunden in seinen Handflächen, woraus sich schließen lässt, dass hier Jesus gemeint ist.
Der Hauptdarsteller bleibt jedes Mal hart und weist den Bruder ab.
Am Ende schließt sich der Riss, und der Hauptdarsteller scheint erleichtert über die Wiederkehr seiner ursprünglichen Welt, allerdings erscheinen nun bedrohliche Schatten, die ihn letztendlich töten. Der Hauptdarsteller bereut, dass er dem Bruder nicht vertraut hat, und bittet ihn wiederzukommen.

### Das Innere eines Gesichts mit geschlossenen Augen, sonst nichts
Ein von Soldaten verfolgter Mann kehrt heim mit dem Auftrag, sein Haus, das ihm mittlerweile fremd geworden ist, bis zum Morgengrauen von Ratten (symbolisch für das Böse) zu befreien. Schafft er es nicht, so droht ihm großes Unheil. Er verliert den Mut angesichts der unmöglich scheinenden Aufgabe, jedoch helfen ihn ein Fuchs und ein Wolf, deren Leben er anschließend rettet. Am Ende fasst der Protagonist neuen Mut.

### Die Brücke, an der wir schon seit vielen Jahrhunderten bauen
Es wird der Bau einer Brücke über einen Abgrund beschrieben, wobei die Menschen geteilter Meinung darüber sind, ob es überhaupt eine andere Seite gibt oder nicht. Das Werk kann jedoch nur vollendet werden, wenn von der anderen Seite entgegengebaut wird. Eine mögliche Interpretation lässt an ein Jenseits denken: Ein gläubiger Mensch versucht auch, ein Jenseits zu erreichen, von dem er überhaupt nicht weiß, ob es ihm entgegenkommt.

### Es ist ein Zimmer und zugleich eine Wüste
Diese Geschichte handelt von einem Hochzeitspaar, das in der Wüste in der Mitte des Zimmers den vermeintlich kürzesten Weg zum Partner sucht; während der endlos scheinenden Wanderung altern beide vom Jugendalter bis zur Vergreisung, so dass der eine den anderen immer erst erreicht, wenn einer beider Partner schon fast am Ende des Lebens angelangt ist, während der andere noch in der Blüte seiner Jahre steht und ungeduldig dem Treffen entgegengeht. Die Erzählung begleitet dabei den Bräutigam, der am Anfang seiner Reise einer Greisin aus Mitleid einige Blumen zuwirft, während ihm am Ende seiner Reise dasselbe mit seiner jungen Braut passiert, als er längst gealtert ist. Die begleitende Gestalt kommentiert dazu, dass beide glücklich sein könnten, sich noch zu treffen, weil das nicht der Regelfall sei.

### Die Hochzeitsgäste waren tanzende Flammen
Das Brennen eines Feuers wird als Fest interpretiert.

### Über die weite graue Fläche des Himmels glitt ein Schlittschuhläufer dahin
Der Schlittschuhläufer fährt über den gefrorenen Himmel und für die zuschauenden Menschen sieht es so aus, als ob der Läufer eine Botschaft hinterlässt – allerdings in einem fremden Alphabet und so gehen die Leute, nachdem die Spuren verblasst sind, wieder nach Hause, ohne sich weiter über eine mögliche Botschaft Gedanken zu machen – man hat ja schließlich genug andere Probleme. Möglicherweise hat hier Michael Ende ein Motiv aus der biblischen Geschichte des Belsazar in einem neuen Zusammenhang gebracht.

### Dieser Herr besteht nur aus Buchstaben
Ein Mann steht wie zwischen Scylla und Karybdis – zwei Möglichkeiten und beide sind gleich schlecht.

### Eigentlich ging es um die Schafe
Wer das Vorhandensein von Schafen nicht meldet, macht sich strafbar und wird wie diese abtransportiert und getötet. Eine Assoziation zur staatlichen Verfolgung von Minderheiten drängt sich auf.

### Dem jungen Arzt war gestattet worden
Der Hauptdarsteller ist vor allem passiver Beobachter, wie in einem Traum reihen sich (scheinbar?) zusammenhanglos Szene an Szene. Zunächst ist da die übergewichtige Frau, die sich nur erleichtert, wenn sie etwas isst, daraufhin das ekelerregende Tier, das erst nach seiner Befreiung einen wunderbaren Klang mit zwei Artgenossen erzeugen kann und schließlich die Szene in einem asiatischen Dorf mit dem biblischen dreimaligen Weckruf des Hahnes.

### Nach Bureauschluß [sic]
An einem Winterabend besteigt ein Mann, wie jeden Abend nach der Arbeit die Straßenbahn, mit der er seine Heimfahrt antritt. Da er sich in seiner eigenen Wohnung eher unwohl fühlt, wünscht er sich heimlich eine Abwechslung während der Straßenbahnfahrt, die jedoch meistens ausbleibt.
Als jedoch die Dinge wirklich einmal einen sehr ungewöhnlichen Verlauf nehmen, versucht der Mann nach anfänglicher Verwunderung, diese in den üblichen Ablauf hineinzurationalisieren, so bizarr und absurd sie auch sein mögen. Selbst, als die Straßenbahn mitten durch eine Wüste fährt, wird das noch damit "erklärt", die Bahn müsse wegen Straßenarbeiten eine Umleitung fahren. Ein Schimmel, der sich an den Wagen drängt und versucht, den Mann aufsitzen zu lassen, wird erfolgreich vertrieben, da der Mann um die mit einem Unfall verbundenen Unannehmlichkeiten besorgt ist.
Nachdem die Situation jedoch zunehmend außer Kontrolle gerät, verfällt der Mann in ein Wechselbad aus Wut, Verzweiflung und Resignation. Als die Straßenbahn für einige Zeit sehr langsam fährt, versucht der Mann sich zu retten, indem er aus der fahrenden Bahn springt. Gleich darauf wird ihm jedoch bewusst, dass er in der ihm vollkommen unbekannten Landschaft den Rückweg nicht mehr finden würde. Nur mit äußerster Mühe gelingt es ihm, den Straßenbahnwagen wieder zu besteigen, wobei er sich auch leicht verletzt.
Schließlich erkennt der Mann, dass die Straßenbahn auf das Meer zusteuert, und ihn packt das blanke Entsetzen.

### Der Bordellpalast auf dem Berge erstrahlte in dieser Nacht
Eine makellos, klinisch perfekt schöne Hure und ein alter Bettler unterhalten sich über menschliche Beziehungen.

### Der Weltreisende beschloss, seine Wanderung
Ein Reisender trifft, nachdem er auf seinen Reisen alles außer sich selbst gefunden hat, auf ein kleines Mädchen, diese stellt möglicherweise seine Anima dar. Zusammen mit ihr hat er endlich Zugang zu seiner eigenen Fantasie. An eine Wiederholung des Motivs der Kindlichen Kaiserin der Unendlichen Geschichte ist zu denken.

### An diesem Abend konnte der alte Seefahrer den ununterbrochenen Wind nicht mehr ertragen
Der Seefahrer bricht aus dem Mastkorb auf nach unten und trifft einen Meister.

### Unter einem schwarzen Himmel liegt ein unbewohnbares Land
Der Jahrmarkt ist tot, die Geschichten sind verstummt. Ein Kind namens Michael und ein Akteur namens Ende erkunden oder erschaffen zusammen ihre Welt. Auch in der unendlichen Geschichte erschuf Bastian das Reich Phantásien aus dem Nichts wieder neu.

### Hand in Hand gehen zwei eine Straße hinunter
Ein Schuljunge in Matrosenanzug wird von einem finsteren Dschin zu seiner ersten Unterrichtsstunde begleitet. Der Junge ist zunächst trotzig und ein wenig herrisch; im Dialog mit dem Dschin ergibt sich, dass er in ferner Zukunft zu großer Macht gelangen wird. Dennoch bleibt der Dschin unnachgiebig, da er weiß, dass ihm der Junge später dankbar dafür sein wird.
Beide befinden sich in einer trostlosen, öden und äußerst heruntergekommenen Straße, als sich ein alter Straßenkehrer zu ihnen gesellt und dem Jungen erklärt, was es mit dieser Straße auf sich hat: Es ist die Straße der Verlierer und deren „Trösterinnen“.
Einer dieser Verlierer, ein Raumfahrer, der noch Teile seines Anzugs trägt, wankt die Straße entlang und bricht schließlich in der Nähe des Jungen entkräftet zusammen. Eine der gespenstisch aussehenden Trösterinnen gesellt sich zu ihm und fährt ihm mit den Fingern durch das Haar, wodurch sie ihm den Schmerz seiner Enttäuschung nimmt. Allerdings geht der Verlierer dadurch auch seines verbliebenen Willens verlustig.
Der Raumfahrer erzählt dem Schuljungen, wie er das Paradies gesucht und bitter enttäuscht wurde, als er es schließlich gefunden hatte. Dann steht er auf und geht mit der Trösterin auf eines der Häuser am Straßenrand zu. Als der Junge versucht, den Raumfahrer davon abzuhalten, sich selbst zu verlieren, indem er sich „trösten“ lässt, wird er von diesem geohrfeigt.

### Im Klassenzimmer regnete es unaufhörlich
Eine Schulklasse der etwas anderen Art bricht in eine neue Wirklichkeit hinter dem Tafelbild auf, ähnlich wie auch das Leben im Laufe der Jahrzehnte von einer Realität in die nächste wechselt. Dabei ist man selbst sowohl passiver Zuschauer als auch aktiver Mitgestalter der nächsten und übernächsten Bühnenbilder.

### Im Korridor der Schauspieler trafen wir einige hundert Wartende
Schon seit sehr langer Zeit wartet ein alternder Schauspieler darauf, die Rolle seines Lebens zu spielen. Jedoch sind die Kostüme, die ihm für den jeweiligen Akt gebracht werden, unvollkommen, so dass sie von ihm nicht weiter beachtet werden. Schließlich befallen den Alten Zweifel, ob ihm nicht ein Anderer zuvor gekommen und an seiner Stelle die Rolle gespielt haben könnte.

### Das Feuer wurde von neuem eröffnet
In den labyrinthartigen Räumen einer Zitadelle versucht ein gestürzter Diktator, seinen Verfolgern zu entkommen. Er ist durch zahlreiche tödliche Verwundungen geschwächt, jedoch kann er nicht sterben, obwohl er sich danach sehnt.
Auf unerklärliche Weise gelangt er in einen riesigen Kuppelsaal, wo ihm seine Feinde nicht länger nachstellen. Da er sich indessen auch hier nicht sicher fühlt, erklimmt er ein System aus Treppen, das ihn bis direkt unter die Kuppel führt; von dort aus bahnt er sich weiter seinen Weg durch die Deckenverkleidung und erreicht schließlich einen ewig langen Korridor, welcher in endloser Wiederholung die immer gleiche dunkelgrüne Tür mit der Nummer 401 enthält.
Der Korridor erinnert ihn allerdings an seine angstbesetzte Schulzeit, und so macht er sich weiter auf den Weg. Nach einiger Zeit begegnet er einer kleinen Prozession, deren Leiter ihm eine ungewöhnliche Lösung bietet: zwar kann der Diktator nicht sterben, jedoch kann er ungeboren werden.
Ohne dass der Diktator es zunächst merkt, führt der Prozessionsleiter ihn auf einen weiten Weg zurück durch die Kindheit bis ins Säuglingsalter – und darüber hinaus. Nachdem sich der Diktator in einen Embryo zurückverwandelt hat, „begräbt“ ihn der Prozessionsleiter – in Wirklichkeit eine steinalte Frau, was der Diktator aber erst im letzten Moment seines Bewusstseins bemerkt – in einem gespaltenen Grashügel, der einer Vulva ähnelt.

### Der Zirkus brennt
Der Protagonist, ein Weißclown, befindet sich in einer unwirklichen, albtraumhaften Umgebung: sie wird von einem Terrorregime beherrscht. Politisch Verfolgte werden durch die Straßen getrieben und dabei von den Milizsoldaten grundlos misshandelt. Daneben gibt es aber auch surreale Albtraumbilder: zum Beispiel ein Schaufenster, hinter dem sich eine etwa hundegroße Ratte befindet, welche von noch weitaus überdimensionierteren Würmern, Käfern und Asseln bedroht wird; oder die Szene einer Schlägerei, welche wie in Zeitlupe abläuft.
Aus den Gedanken des Clowns geht seine Überzeugung hervor, lediglich eine Figur in einem Traum anderer Menschen zu sein.
Vom Zirkusdirektor mehr oder weniger in den Widerstand gegen das Terrorregime gedrängt, fleht er die Träumer in einer gedanklichen Ansprache schließlich an, ihn aus ihren Träumen zu entlassen. In diesem Moment wird er mit tödlicher Wucht von einem Bierkrug an der Stirn getroffen. Sein letzter Gesichtsausdruck, bevor er tot zusammenbricht, zeigt Überraschung und völlige Einsicht.

### Ein Winterabend
Zum Schluss der Geschichtensammlung patrouillieren zwei Soldaten vor einer Tür, hinter der sich offensichtlich nichts befindet. Jeder, der durch sie hindurch gegangen ist, kam allerdings nicht wieder zurück. Ein Matador, von Beruf Held, hat sich bereit erklärt, das auf sich zu nehmen, um den Stierkopf zu töten. Seine von ihm angebetete Prinzessin ist ihm gegenüber gleichgültig. Der Kuss, den sie ihm gibt, bedeutet ihr nichts, weil alles, was ihn an sie erinnern würde, mit dem Gang durch die Tür auch an Bedeutung verlieren würde. Der Matador lässt sich davon nicht aufhalten und geht. „Armer Hor“, kommentiert sie zum Ende, „armer, armer Hor.“

## Rezeption
Der Spiegel im Spiegel wurde in 13 Sprachen übersetzt und als Hörbuch sowie als Hörspiel verarbeitet.

## Ausgaben
- Michael Ende: Der Spiegel im Spiegel: Ein Labyrinth.

1. Gebundene Buchausgabe: Edition Weitbrecht, Stuttgart 1984 (336 Seiten) – ISBN 3-522-70100-3
2. Taschenbuchausgabe: Deutscher Taschenbuch Verlag, München 2001 (239 Seiten) – ISBN 3-423-13503-4